# 二氧化镎
二氧化镎，或氧化镎(IV)，是一种有放射性的、橄榄绿色的、立方晶系的晶体，化学式为NpO2，是镎最稳定的氧化物。镎是钚裂变的一种常见产物，可以同时放射出α和γ粒子。在反應堆中，二氧化镎是镎的常見氧化物之一。

## 制备
二氧化镎是镎中最稳定的氧化物，可以通过分解许多镎的化合物得到，如硝酸盐、草酸盐、氢氧化物、8-羟基喹啉盐等，以及镎的更高价的氧化物。
工業上，二氧化鎿是通過鎿（IV）離子與草酸發生反應生成草酸鎿（IV），然後經過煅燒後製備的。然而起始溶液中的鎿可能具有不同的氧化態，因此在沉澱之前需要通過一步還原反應，將大部分鎿轉化為鎿（IV）離子。通常還原劑可以使用抗坏血酸（又稱维生素C）。該還原反應開始時還需要加入肼作爲抑制劑。
整個反應可以用以下反應式描述：
Np4+ + Np5+ + Np6+ + HNO3 + C6H8O6 → 3 Np4+ + C6H6O6 + H2 + HNO3
Np4+ + C2O4H2 → Np(C2O4) · 6H2O + 2H−
Np(C2O4) · 6H2O + Δ → Np(C2O4)
Np(C2O4) + Δ → NpO2 + 2CO2
二氧化鎿還可以通過生成過氧化鎿沉澱，然後經過熱分解製備。但是研究發現草酸鎿（IV）路徑在工業生產上更爲有效率。

## 純化
二氧化鎿是一種常見的核廢料，可以通過氟化法轉化為氟化物之後，在碘的催化下由過量的鈣還原而純化。但是，以上合成路徑可以產生相當純的二氧化鎿產物，雜質的重量比一般低於0.3%，基本無須再純化。

## 性质
二氧化镎和氧化锂在氧气流中加热至400～420℃，可以得到七价镎的化合物：
10 Li2O + 4 NpO2 + 3 O2 → 4 Li5NpO6
如果和过量的溴化铝作用（350℃反应），则可以得到红棕色的四溴化镎：
3 NpO2 + 4 AlBr3 → 3 NpBr4 + 2 Al2O3

## 應用
二氧化鎿是一種鎿的穩定化合物，可以用來減輕鎿的長期環境影響。含有錒系元素的核廢料一般最終會被轉化成AnO2 （An = U， P， Np， Am，等等）。比起金屬鎿，二氧化鎿的放射毒性有所降低，更適宜儲存和處理。据報道二氧化鎿還能促進一些放射性金屬的衰變速率。將這一發現轉化為應用的研究正在探索中。有人提出二氧化鎿可以用于更有效率的核武器。另外，2007年日本研究者白川利久在一份日本專利中披露了把二氧化鎿用作火箭核燃料的想法，但語焉不詳。